# Jacob Davenport
Jacob Davenport (Inglaterra, 28 de diciembre de 1998) es un futbolista inglés. Juega de centrocampista en el Derry City F. C. de la Premier Division de la Liga de Irlanda.

## Trayectoria
Formado en las inferiores del Manchester City, se fue a préstamo al Burton Albion en enero de 2018. Debutó el 3 de febrero y anotó su primer gol como profesional el 20 de febrero.
Fichó por el Blackburn Rovers por cuatro años el 2 de julio de 2018. Dejó el club al término de la temporada 2021-22. Entonces se unió al Lincoln City F. C., firmando en septiembre hasta enero de 2023. Un mes después de esa fecha se comprometió con el Stockport County F. C. para lo que quedaba de campaña. Las siguientes continuó su carrera en el Morecambe F. C. y el Derry City F. C.

## Estadísticas
Actualizado al último partido disputado el 6 de mayo de 2019.
| Club                        | Div.          | Temporada     | Liga  | Liga  | FA Cup | FA Cup | League Cup | League Cup | Otras | Otras | Total | Total |
| Club                        | Div.          | Temporada     | Part. | Goles | Part.  | Goles  | Part.      | Goles      | Part. | Goles | Part. | Goles |
| --------------------------- | ------------- | ------------- | ----- | ----- | ------ | ------ | ---------- | ---------- | ----- | ----- | ----- | ----- |
| Manchester City Inglaterra  | 1.ª           | 2017-18       | 0     | 0     | 0      | 0      | 0          | 0          | 0     | 0     | 0     | 0     |
| Manchester City Inglaterra  | Total club    | Total club    | 0     | 0     | 0      | 0      | 0          | 0          | 0     | 0     | 0     | 0     |
| Burton Albion Inglaterra    | 2.ª           | 2017-18       | 17    | 1     | 0      | 0      | 0          | 0          | 0     | 0     | 17    | 1     |
| Burton Albion Inglaterra    | Total club    | Total club    | 17    | 1     | 0      | 0      | 0          | 0          | 0     | 0     | 17    | 1     |
| Blackburn Rovers Inglaterra | 2.ª           | 2018-19       | 1     | 0     | 0      | 0      | 0          | 0          | 0     | 0     | 1     | 0     |
| Blackburn Rovers Inglaterra | Total club    | Total club    | 1     | 0     | 0      | 0      | 0          | 0          | 0     | 0     | 1     | 0     |
| Total carrera               | Total carrera | Total carrera | 18    | 1     | 0      | 0      | 0          | 0          | 0     | 0     | 18    | 1     |